# Noraszenik
Noraszenik – wieś w Armenii, w prowincji Sjunik. W 2011 roku liczyła 128 mieszkańców.